# Unione Sportiva Alessandria Calcio 1979-1980
Questa pagina raccoglie le informazioni riguardanti l'Unione Sportiva Alessandria Calcio nelle competizioni ufficiali della stagione 1979-1980.

## Stagione
Il secondo campionato di Serie C1 dell'Alessandria coincise col terzo e ultimo anno di presidenza di Bruno Cavallo; questi ripeté le strategie dell'anno precedente e, malgrado le proteste della tifoseria, lasciò partire i protagonisti della stagione precedente (Contratto passò al Pisa, Calisti alla Salernitana, Alessandro Ferraris alla Biellese) per affidarsi a una squadra dall'età media assai bassa, con qualche elemento proveniente dalle giovanili (Cannarozzi e Raiteri) e altri provenienti dalle serie minori (Bravo del Merano e Moretti del Savoia), cui si aggiunsero gli esperti Vecchiè e Turella.
A differenza degli anni precedenti l'esito fu negativo: lo scarso feeling con la vittoria e la sterilità offensiva relegarono presto l'Alessandria in zona retrocessione. Il 20 gennaio i cinerini sconfissero la Reggiana, staccando il Mantova quart'ultimo, ma proprio allora iniziò allora una serie negativa che si protrasse per oltre cinque mesi (quasi un intero girone), fino alla gara col Piacenza del 25 maggio, quando la retrocessione era ormai matematica e per due volte, senza esiti apprezzabili, era stato cambiato l'allenatore; per la prima volta nella sua storia, l'Alessandria cadde in quarta serie.

## Organigramma societario
Area direttiva
- Presidente: Bruno Capello
- Segretario: Santino Ciceri

Area sanitaria
- Medico sociale: Luigi Mazza
- Massaggiatore: Sergio Viganò

Area tecnica
- Direttore sportivo: Angelo Cereser
- Allenatori: Eugenio Fantini, poi dal 4 febbraio Ermanno Tarabbia, infine dal 24 marzo Raffaele Cuscela
- Allenatore in 2: Giulio Maffieri

## Rosa
| N. |                   | Ruolo | Calciatore              |
| -- | ----------------- | ----- | ----------------------- |
|    | Italia (bandiera) | P     | Sergio Cannarozzi       |
|    | Italia (bandiera) | P     | Angelo Lucetti          |
|    | Italia (bandiera) | D     | Mario Berardo           |
|    | Italia (bandiera) | D     | Lorenzo Cascella        |
|    | Italia (bandiera) | D     | Antonio Colombo         |
|    | Italia (bandiera) | D     | Mario Gaudenzi          |
|    | Italia (bandiera) | D     | Pier Luigi Legnaro (II) |
|    | Italia (bandiera) | D     | Franco Moretti          |
|    | Italia (bandiera) | D     | Claudio Niro            |
|    | Italia (bandiera) | D     | Claudio Raiteri         |
|    | Italia (bandiera) | D     | Flavio Tonetto          |

| N. |                   | Ruolo | Calciatore         |
| -- | ----------------- | ----- | ------------------ |
|    | Italia (bandiera) | C     | Gabriele Bongiorni |
|    | Italia (bandiera) | C     | Ferdinando Bravo   |
|    | Italia (bandiera) | C     | Sergio Di Marzio   |
|    | Italia (bandiera) | C     | Fausto Inselvini   |
|    | Italia (bandiera) | C     | Giuseppe La Loggia |
|    | Italia (bandiera) | C     | Enrico Piccotti    |
|    | Italia (bandiera) | C     | Enzo Vecchiè       |
|    | Italia (bandiera) | C     | Enzo Vogliotti     |
|    | Italia (bandiera) | A     | Roberto Barozzi    |
|    | Italia (bandiera) | A     | Gian Luigi Picco   |
|    | Italia (bandiera) | A     | Claudio Turella    |

## Risultati

### Serie C1

#### Girone di andata
| Arbitro: | Lussana (Bergamo) |

|                   |           |           |
| Raiteri 7’ (aut.) | Marcatori | 42’ Picco |

| Arbitro: | Faccenda (Salerno) |

|           |           |            |
| Picco 25’ | Marcatori | 68’ Giglio |

| Arbitro: | Luci (Firenze) |

|                           |           |           |
| Palladino 18’ Melillo 70’ | Marcatori | 88’ Bravo |

| Arbitro: | Ronchetti (Carpi) |

|                         |           |             |
| Degli Angeli 29’ (aut.) | Marcatori | 59’ Stimpfl |

| Casale Monferrato 28 ottobre 1979 | Casale       | 0 – 0 | Alessandria | Stadio Natale Palli\| Arbitro: \| Baldi (Roma) \| |
| Arbitro:                          | Baldi (Roma) |       |             |                                                   |

| Alessandria 4 novembre 1979 | Alessandria       | 0 – 0 | Biellese | Stadio Giuseppe Moccagatta\| Arbitro: \| Savalli (Trapani) \| |
| Arbitro:                    | Savalli (Trapani) |       |          |                                                               |

| Arbitro: | Boschi (Parma) |

|                         |           |              |
| Perini 16’ Giavardi 21’ | Marcatori | 6’ Inselvini |

| Arbitro: | Polacco (Conegliano) |

|                         |           |             |
| Picco 20’ Vogliotti 89’ | Marcatori | 26’ Beccati |

| Arbitro: | Lamorgese (Potenza) |

|                                   |           |  |
| Mariani 14’ Rossi 40’ Tedoldi 85’ | Marcatori |  |

| Arbitro: | Rinaldi (Caserta) |

|             |           |  |
| Zanolla 34’ | Marcatori |  |

| Alessandria 9 dicembre 1979 | Alessandria       | 0 – 0 | Cremonese | Stadio Giuseppe Moccagatta\| Arbitro: \| Cherri (Macerata) \| |
| Arbitro:                    | Cherri (Macerata) |       |           |                                                               |

| Arbitro: | Damiani (Ascoli Piceno) |

|               |           |            |
| Bongiorni 50’ | Marcatori | 80’ Scarpa |

| Arbitro: | Sguizzato (Verona) |

|                        |           |           |
| Magrini 40’ Braida 83’ | Marcatori | 51’ Picco |

| Arbitro: | Pezzella (Frattamaggiore) |

|             |           |  |
| Barozzi 79’ | Marcatori |  |

| Arbitro: | Da Pozzo (Cologno Monzese) |

|                     |           |  |
| Skoglund 52’ (rig.) | Marcatori |  |

| Arbitro: | Giaffreda (Roma) |

|              |           |  |
| Bongiorni 7’ | Marcatori |  |

| Arbitro: | Vallesi (Pisa) |

|                  |           |  |
| Salvi 80’ (rig.) | Marcatori |  |

#### Girone di ritorno
| Arbitro: | Faccenda (Salerno) |

|  |           |              |
|  | Marcatori | 44’ Cappotti |

| Arbitro: | Vallesi (Pisa) |

|           |           |  |
| Franca 1’ | Marcatori |  |

| Alessandria 17 febbraio 1980 | Alessandria   | 0 – 0 | Sanremese | Stadio Giuseppe Moccagatta\| Arbitro: \| Greco (Lecce) \| |
| Arbitro:                     | Greco (Lecce) |       |           |                                                           |

| Arbitro: | Sarti (Modena) |

|                  |           |                     |
| Doldi 68’ (rig.) | Marcatori | 87’ (rig.) Gaudenzi |

| Alessandria 2 marzo 1980 | Alessandria       | 0 – 0 | Casale | Stadio Giuseppe Moccagatta\| Arbitro: \| Savalli (Trapani) \| |
| Arbitro:                 | Savalli (Trapani) |       |        |                                                               |

| Arbitro: | Valente (Ronchi dei Legionari) |

|             |           |           |
| Scienza 70’ | Marcatori | 49’ Picco |

| Alessandria 16 marzo 1980 | Alessandria          | 0 – 0 | Lecco | Stadio Giuseppe Moccagatta\| Arbitro: \| Polacco (Conegliano) \| |
| Arbitro:                  | Polacco (Conegliano) |       |       |                                                                  |

| Arbitro: | Leni (Perugia) |

|                           |           |  |
| Beccati 27’ Jacomuzzi 80’ | Marcatori |  |

| Arbitro: | Vallesi (Pisa) |

|  |           |                            |
|  | Marcatori | 68’ Valà 86’ Franceschelli |

| Arbitro: | Pirandola (Lecce) |

|  |           |             |
|  | Marcatori | 49’ Zanolla |

| Arbitro: | Faccenda (Salerno) |

|                                     |           |               |
| Gino 60’ Calliman 85’ Fontanesi 87’ | Marcatori | 75’ Bongiorni |

| Treviso 25 aprile 1980                                                                           | Treviso   | 3 – 1               | Alessandria | Stadio Omobono Tenni |
| \| \| \| \| \| Rombolotto 32’ Nuti 78’ (rig.) Zandegù 87’ \| Marcatori \| 69’ (rig.) Gaudenzi \| |           |                     |             |                      |
|                                                                                                  |           |                     |             |                      |
| Rombolotto 32’ Nuti 78’ (rig.) Zandegù 87’                                                       | Marcatori | 69’ (rig.) Gaudenzi |             |                      |

| Alessandria 11 maggio 1980 | Alessandria       | 0 – 0 | Sant'Angelo | Stadio Giuseppe Moccagatta\| Arbitro: \| Palmeri (Bolzano) \| |
| Arbitro:                   | Palmeri (Bolzano) |       |             |                                                               |

| Arbitro: | Giaffreda (Roma) |

|                              |           |                      |
| Fabbri 34’, 52’ De Falco 44’ | Marcatori | 69’ (rig.) Bongiorni |

| Arbitro: | Zumbo (Reggio Calabria) |

|                                   |           |             |
| Gaudenzi 56’ (rig.) Bongiorni 69’ | Marcatori | 51’ Fiorini |

| Arbitro: | Ramicone (Tivoli) |

|                            |           |                     |
| Fiorentini 16’, 86’ (rig.) | Marcatori | 80’ (rig.) Gaudenzi |

| Arbitro: | Boschi (Parma) |

|                |           |                                  |
| Picco 60’, 75’ | Marcatori | 39’, 54’ Di Giovanni 46’ Ascagni |

### Coppa Italia Semiprofessionisti

#### Fase eliminatoria
| Casale Monferrato 26 agosto 1979                                         | Casale    | 2 – 1        | Alessandria | Stadio Natale Palli |
| \| \| \| \| \| Magnani 20’ Bianchini 39’ \| Marcatori \| 80’ Piccotti \| |           |              |             |                     |
|                                                                          |           |              |             |                     |
| Magnani 20’ Bianchini 39’                                                | Marcatori | 80’ Piccotti |             |                     |

| Tortona 9 settembre 1979 | Derthona          | 0 – 0 | Alessandria | Stadio Fausto Coppi\| Arbitro: \| Piemonte (Milano) \| |
| Arbitro:                 | Piemonte (Milano) |       |             |                                                        |

| Alessandria 12 settembre 1979                   | Alessandria | 1 – 0 | Casale | Stadio Giuseppe Moccagatta |
| \| \| \| \| \| Bongiorni 70’ \| Marcatori \| \| |             |       |        |                            |
|                                                 |             |       |        |                            |
| Bongiorni 70’                                   | Marcatori   |       |        |                            |

| Alessandria 23 settembre 1979                   | Alessandria | 1 – 0 | Derthona | Stadio Giuseppe Moccagatta |
| \| \| \| \| \| Vogliotti 36’ \| Marcatori \| \| |             |       |          |                            |
|                                                 |             |       |          |                            |
| Vogliotti 36’                                   | Marcatori   |       |          |                            |

## Statistiche

### Statistiche di squadra
| Competizione         | Punti | In casa | In casa | In casa | In casa | In casa | In casa | In trasferta | In trasferta | In trasferta | In trasferta | In trasferta | In trasferta | Totale | Totale | Totale | Totale | Totale | Totale | DR   |
| Competizione         | Punti | G       | V       | N       | P       | Gf      | Gs      | G            | V            | N            | P            | Gf           | Gs           | G      | V      | N      | P      | Gf     | Gs     | DR   |
| -------------------- | ----- | ------- | ------- | ------- | ------- | ------- | ------- | ------------ | ------------ | ------------ | ------------ | ------------ | ------------ | ------ | ------ | ------ | ------ | ------ | ------ | ---- |
| Serie C1             | 21    | 17      | 4       | 9       | 4       | 11      | 12      | 17           | 0            | 4            | 13           | 10           | 29           | 34     | 4      | 13     | 17     | 21     | 41     | - 20 |
| Coppa Italia Semipro | -     | 2       | 2       | 0       | 0       | 2       | 0       | 2            | 0            | 1            | 1            | 1            | 2            | 4      | 2      | 1      | 1      | 3      | 2      | +1   |
| Totale               | -     | 19      | 6       | 9       | 4       | 13      | 12      | 19           | 0            | 5            | 14           | 11           | 31           | 38     | 6      | 14     | 18     | 24     | 43     | -19  |

### Statistiche dei giocatori
| Giocatore     | Serie C1 | Serie C1 | Coppa Italia Semipro | Coppa Italia Semipro | Totale   | Totale |
| Giocatore     | Presenze | Reti     | Presenze             | Reti                 | Presenze | Reti   |
| ------------- | -------- | -------- | -------------------- | -------------------- | -------- | ------ |
| R. Barozzi    | 27       | 1        | ?                    | 0                    | 27+      | 1      |
| M. Berardo    | 7        | 0        | ?                    | 0                    | 7+       | 0      |
| G. Bongiorni  | 33       | 5        | ?                    | 1                    | 33+      | 6      |
| F. Bravo      | 6        | 1        | ?                    | 0                    | 6+       | 1      |
| S. Cannarozzi | 21       | -20      | ?                    | ?                    | 21+      | -20+   |
| L. Cascella   | 26       | 0        | ?                    | 0                    | 26+      | 0      |
| A. Colombo    | 18       | 0        | ?                    | 0                    | 18+      | 0      |
| S. Di Marzio  | 23       | 0        | ?                    | 0                    | 23+      | 0      |
| M. Gaudenzi   | 30       | 4        | ?                    | 0                    | 30+      | 4      |
| F. Inselvini  | 28       | 1        | ?                    | 0                    | 28+      | 1      |
| G. La Loggia  | 4        | 0        | ?                    | 0                    | 4+       | 0      |
| P.L. Legnaro  | 1        | 0        | ?                    | 0                    | 1+       | 0      |
| A. Lucetti    | 13       | -21      | ?                    | ?                    | 13+      | -21+   |
| F. Moretti    | 33       | 0        | ?                    | 0                    | 33+      | 0      |
| C. Niro       | 6        | 0        | ?                    | 0                    | 6+       | 0      |
| G.L. Picco    | 27       | 7        | ?                    | 0                    | 27+      | 7      |
| E. Piccotti   | 31       | 0        | ?                    | 1                    | 31+      | 1      |
| C. Raiteri    | 18       | 0        | ?                    | 0                    | 18+      | 0      |
| F. Tonetto    | 8        | 0        | ?                    | 0                    | 8+       | 0      |
| C. Turella    | 16       | 0        | ?                    | 0                    | 16+      | 0      |
| E. Vecchiè    | 14       | 0        | ?                    | 0                    | 14+      | 0      |
| E. Vogliotti  | 15       | 1        | ?                    | 1                    | 15+      | 2      |